# Incumbent
 Der er for få eller ingen kildehenvisninger i denne artikel, hvilket er et problem. Du kan hjælpe ved at angive troværdige kilder til de påstande, som fremføres i artiklen.

Incumbent (oprindeligt latin) er et udtryk, som på dansk kan betyde regerende, etablerede, magthavende eller herskende. Det giver udtryk for, hvem som er ansvarlig for øjeblikket. Udtrykket bruges sjældent i dansk, men bruges oftere på andre sprog som fx engelsk. Der bruges det om en person, der har en bestemt position eller pt. har et politisk hverv ("in office"), som følger positionen. Dette ord bruges ofte, når der er tale om valg ofte mellem etablerede (nuværende) personer og en anden eller andre personer. 
Udtrykket kan også bruges om sport fx "den regerende verdensmester," "regerende verdensrekord" osv. Udtrykket kan også anvendes på en ledende position i sport, kultur, organisationer eller inden for erhvervslivet, hvor det benyttes i modsætning til en "outsider".